# Dekanol
Dekanol (dekan-1-ol, kaprinový alkohol, decylalkohol) je mastný alkohol se sumárním vzorcem C10H22O. Jedná se o bezbarvou až světle žlutou viskózní kapalinu, nerozpustnou ve vodě, s aromatickou vůní. Povrchové napětí rozhraní dekanolu s vodou při 20 °C činí 8,97 mN/m.

## Výroba
Dekanol se průmyslově vyrábí hydrogenací kyseliny kaprinové, která se přirozeně vyskytuje v kokosovém oleji (zhruba 10 %) a palmojádrovém oleji (přibližně 4 %). Dekanol je možné připravit také pomocí Zieglerova procesu.

## Použití
Dekanol nalézá uplatnění při výrobě změkčovadel, maziv, surfaktantů a rozpouštědel. Pro svou schopnost difundace pokožkou je předmětem výzkumu transdermální aplikace léčivých přípravků.

## Bezpečnost
Stejně jako jiné mastné alkoholy se středně dlouhým řetězcem je dekanol schopen proniknout kůží, což může vést k jejímu podráždění.